# Cynisca leucura
Espèce
Synonymes
- Amphisbaena leucura Duméril & Bibron, 1839
- Amphisbaena macrura Duméril & Bibron, 1839
- Amphisbaena petersii Boulenger, 1906

Cynisca leucura est une espèce d'amphisbènes de la famille des Amphisbaenidae.

## Répartition
Cette espèce se rencontre en Côte d'Ivoire, au Burkina Faso, au Ghana, au Togo, au Bénin, au Nigeria, au Niger et en Centrafrique. 
Sa présence est incertaine au Mali.

## Description
Cette espèce de lézard est apode.

## Publication originale
- Duméril & Bibron, 1839 : Erpétologie Générale ou Histoire Naturelle Complète des Reptiles. vol. 5, Roret/Fain et Thunot, Paris, p. 1-871 (texte intégral).